# Pseudojuloides polynesica
Pseudojuloides polynesica là một loài cá biển thuộc chi Pseudojuloides trong họ Cá bàng chài. Loài này được mô tả lần đầu tiên vào năm 2017.

## Từ nguyên
Từ định danh của loài này được đặt theo tên của nơi đầu tiên tìm thấy mẫu định danh, Polynesia thuộc Pháp.

## Phân loại
Loài Pseudojuloides cerasinus trước đây được cho là có phạm vi phân bố rộng rãi trên khắp Ấn Độ Dương - Thái Bình Dương. Tuy nhiên, vào năm 2017, Victor đã tái khảo sát về loài này. Dựa trên sự khác biệt về kiểu màu sắc của cá đực và kiểu gen di truyền, quần thể được cho là P. cerasinus ở Thái Bình Dương được tách thành 3 loài sau:
- P. cerasinus hợp lệ chỉ có phạm vi giới hạn ở quần đảo Hawaii.
- Pseudojuloides splendens có phạm vi trải dài từ Nhật Bản đến Úc, băng qua hầu hết vùng biển ngoài khơi các đảo quốc ở Nam Thái Bình Dương.
- P. polynesica chỉ xuất hiện ở Polynesia thuộc Pháp và quần đảo Line.

Ngoài P. splendens và P. polynesica kể trên, 4 loài khác là Pseudojuloides kaleidos, Pseudojuloides polackorum, Pseudojuloides pyrius và Pseudojuloides xanthomos cùng hợp lại với P. cerasinus tạo thành một nhóm phức hợp loài P. cerasinus.

## Phạm vi phân bố
P. polynesica được ghi nhận tại các quần đảo thuộc Polynesia thuộc Pháp (trừ quần đảo Marquesas), về phía bắc đến đảo san hô Kiritimati thuộc quần đảo Line, phía tây đến quần đảo Cook; độ sâu mà các mẫu vật được thu thập là khoảng từ 20 đến 70 m.

## Mô tả
P. polynesica có chiều dài cơ thể tối đa được ghi nhận là 12 cm. Chúng là loài dị hình giới tính và có thể là một loài lưỡng tính tiền nữ.
Cá đực có màu xanh lục ở thân trên và nửa trên của đầu; xanh lam ở thân dưới và nửa dưới của đầu. Có một dải sọc màu lam sáng chạy dọc theo chiều dài của thân, nằm trên một dải sọc rộng màu lục khó thấy. Sau mắt có một vệt sọc ngắn màu xanh lam, thường uốn cong xuống hướng gốc vây ngực. Vây lưng có đốm đen trên hai màng vây bao lấy 3 tia gai đầu tiên; chóp các gai có màu cam. Phần còn lại của vây lưng và toàn bộ vây hậu môn có màu vàng lục nhạt với một dải sọc lam dọc theo chiều dài của vây; viền của hai vây này có màu xanh óng. Đuôi cụt, màu đen với dải viền xanh óng ở rìa; giữa đuôi có một sọc đứng màu xanh lam.
Cá cái có màu hồng cam hoặc hồng phớt đỏ; trắng ở bụng và phớt vàng ở mõm; các vây màu vàng nhạt (trừ vây ngực trong suốt). Cũng như cá đực, vây lưng có đốm đen trên hai màng vây bao lấy 3 tia gai đầu tiên. Đây cũng là đặc điểm giúp phân biệt giữa P. polynesica cái với những cá thể cái trong phức hợp loài P. cerasinus. Cá con màu đỏ cam (sẫm màu hơn cá cái).
Số gai ở vây lưng: 9; Số tia vây ở vây lưng: 11; Số gai ở vây hậu môn: 3; Số tia vây ở vây hậu môn: 12; Số tia vây ở vây ngực: 13.

### Trích dẫn
- Benjamin C. Victor (2017). "Review of the Indo–Pacific Pseudojuloides cerasinus species complex with a description of two new species (Teleostei: Labridae)" (PDF). Journal of the Ocean Science Foundation. Quyển 29. tr. 11–31.